# Lygosoma koratense
Lygosoma koratense — вид сцинкоподібних ящірок родини сцинкових (Scincidae). Ендемік Таїланду.

## Поширення й екологія
Lygosoma koratense мешкають у горах Донгпхаяйєн, на південно-західному краю Коратського плато. Вони живуть у вічнозелених тропічних лісах, трапляються на полях.